# Buddy Bolden
Charles Bolden, detto Buddy (New Orleans, 6 settembre 1877 – Jackson, 4 novembre 1931), è stato un musicista statunitense afroamericano, considerato una figura chiave nello sviluppo dello stile di New Orleans della musica ragtime, o "jass", che più tardi venne conosciuto come jazz.

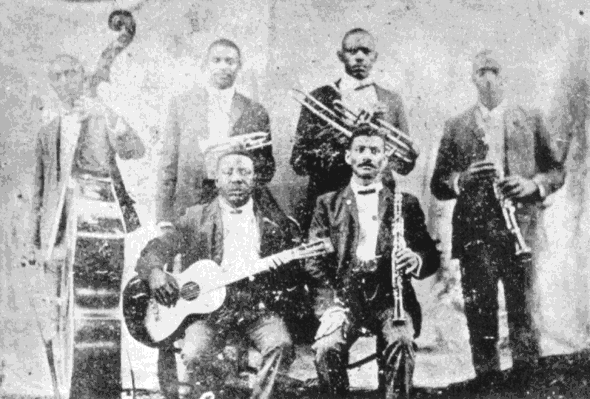
L'orchestra di Buddy Bolden

Noto soprattutto come cornettista, fu il primo musicista di colore di New Orleans a raggiungere la fama, al punto da guadagnarsi il soprannome di King Bolden.
Nonostante non ci siano giunte registrazioni della sua musica, Buddy Bolden è considerato da molti l'iniziatore, o il padre, del jazz.

## Biografia
Charles Buddy Bolden (1877-1931) è considerato il primo musicista che iniziò ad improvvisare nel contesto di un'esecuzione di gruppo ed è proprio a questa sua consuetudine dell'improvvisazione che avrebbe provocato la transizione del ragtime, genere musicale che prevede musica scritta e ritmi "non swingati" verso quel genere che in seguito venne riconosciuto come jazz.
Nell'ambiente di New Orleans era considerato un virtuoso di cornetta, se non il migliore trombettista, ed era famoso per il suo suono potente e squillante e per la capacità di improvvisare.
La sua banda cominciò a suonare verso il 1895, partecipando ai funerali, alle sfilate e ai raduni di New Orleans e la loro notorietà continuò a crescere fino a farne una delle formazioni più popolari della città.
Nel 1907 la salute mentale di Buddy diede sintomi di instabilità e venne ricoverato presso un istituto di salute mentale. Gli fu diagnosticata la demenza precoce (il nome che allora era dato alla schizofrenia) e rimase rinchiuso per il resto della sua vita.
La band continuò l'attività sotto la guida del trombonista Frankie Duson e cambiò il suo nome in Eagle Band, continuando a suonare almeno fino al 1917, anno universalmente indicato come nascita del jazz.
Sembra che alcuni dei primi musicisti jazz, come Sidney Bechet e Bunk Johnson durante la gioventù, abbiano suonato sporadicamente con la banda di Bolden, a cui comunque si ispirarono altri musicisti di New Orleans come, fra gli altri, Freddie Keppard.

## Discografia
Bolden non ha mai inciso o registrato la sua musica. L'ipotesi formulata da Ch. Edward Smith nel 1939, di un cilindro Edison inciso nei primi anni del Novecento, non ha avuto sinora conferma. Il suo stile è stato in seguito immortalato nel brano, classico del jazz, Buddy Bolden's Blues (I Thought I Heard Buddy Bolden Say), basato sul tema della canzone Funky Butt dello stesso Bolden. Esistono tentativi di ricreare il suo stile, eseguiti da Bunk Johnson (che con Bolden ebbe modo di suonare) tramite incisioni effettuate nei primi anni '40 e pubblicate su American Music 643, su LP giapponese Dan VC 4020, su CD American Music AMCD 16.

## Riferimenti nella cultura di massa
La vita di Buddy Bolden fu il soggetto del romanzo di Michael Ondaatje Buddy Bolden's Blues (Coming through slaughter, 1976). Nel 2019 invece è uscito negli Stati Uniti il film Bolden! con la regia di Dan Pritzker e Gary Carr nel ruolo del protagonista. Il film ha avuto la collaborazione di Wynton Marsalis, che è anche fra i produttori esecutivi della pellicola.